# Open Ship
Als Open Ship (deutsch: „Geöffnetes Schiff“) bezeichnet man eine öffentliche Schiffsbesichtigung, bei der die Besucher auch an Bord gehen dürfen.
Bei maritimen Großveranstaltungen (z. B. Kieler Woche, Hamburger Hafengeburtstag, Maritime Woche an der Weser) sowie bei Kriegsschiffbesuchen ist das Open Ship stets ein populärer Programmteil. Gelegentlich werden auch Schiffsneubauten der Öffentlichkeit mit einem Open Ship vorgestellt.

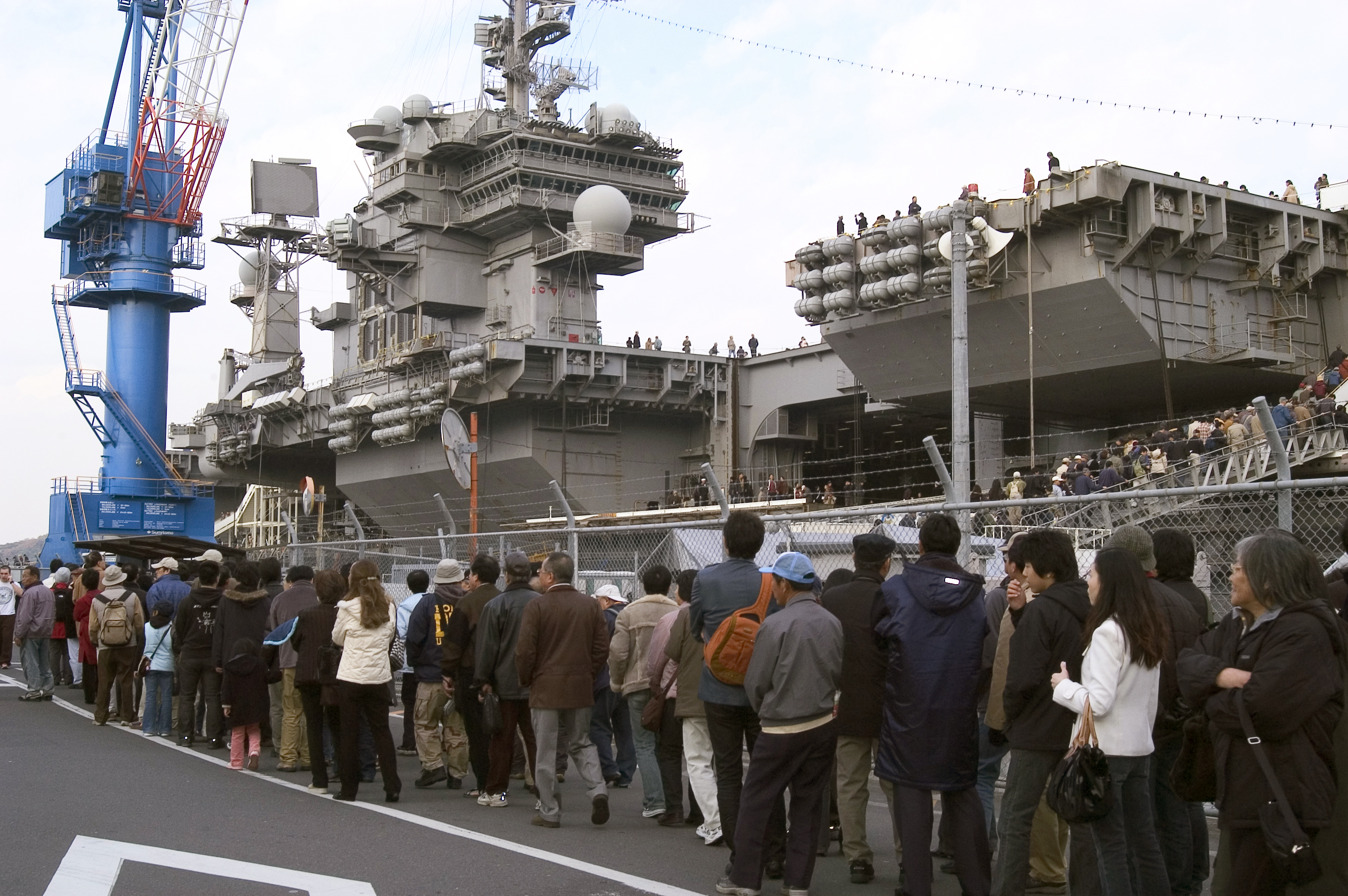
Die Kitty Hawk in Yokosuka (2007)
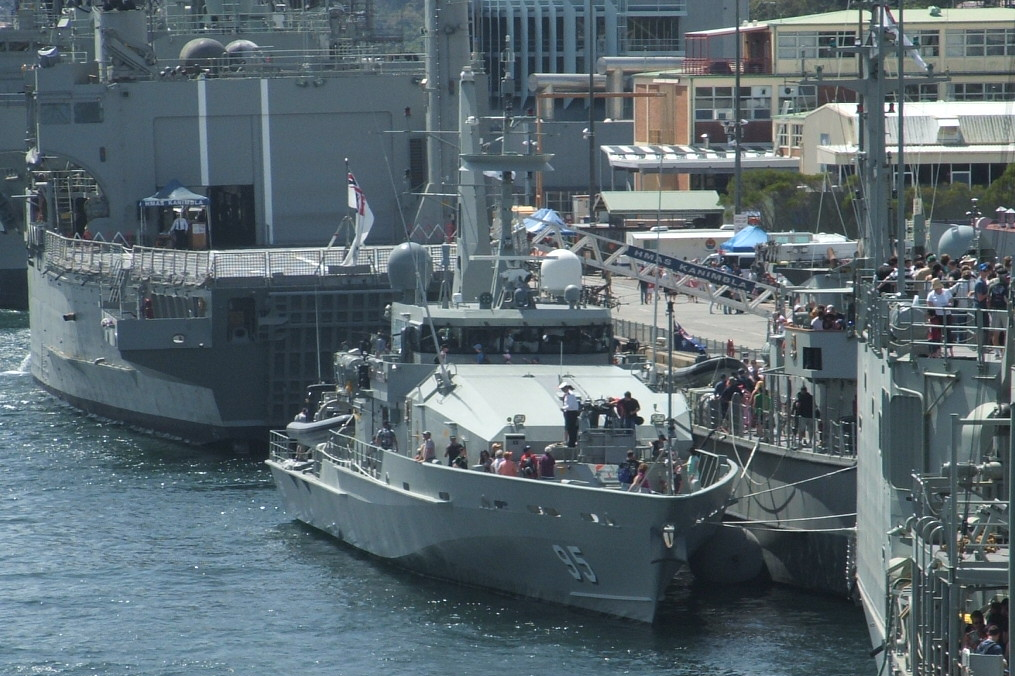
Royal Australian Navy (2008)
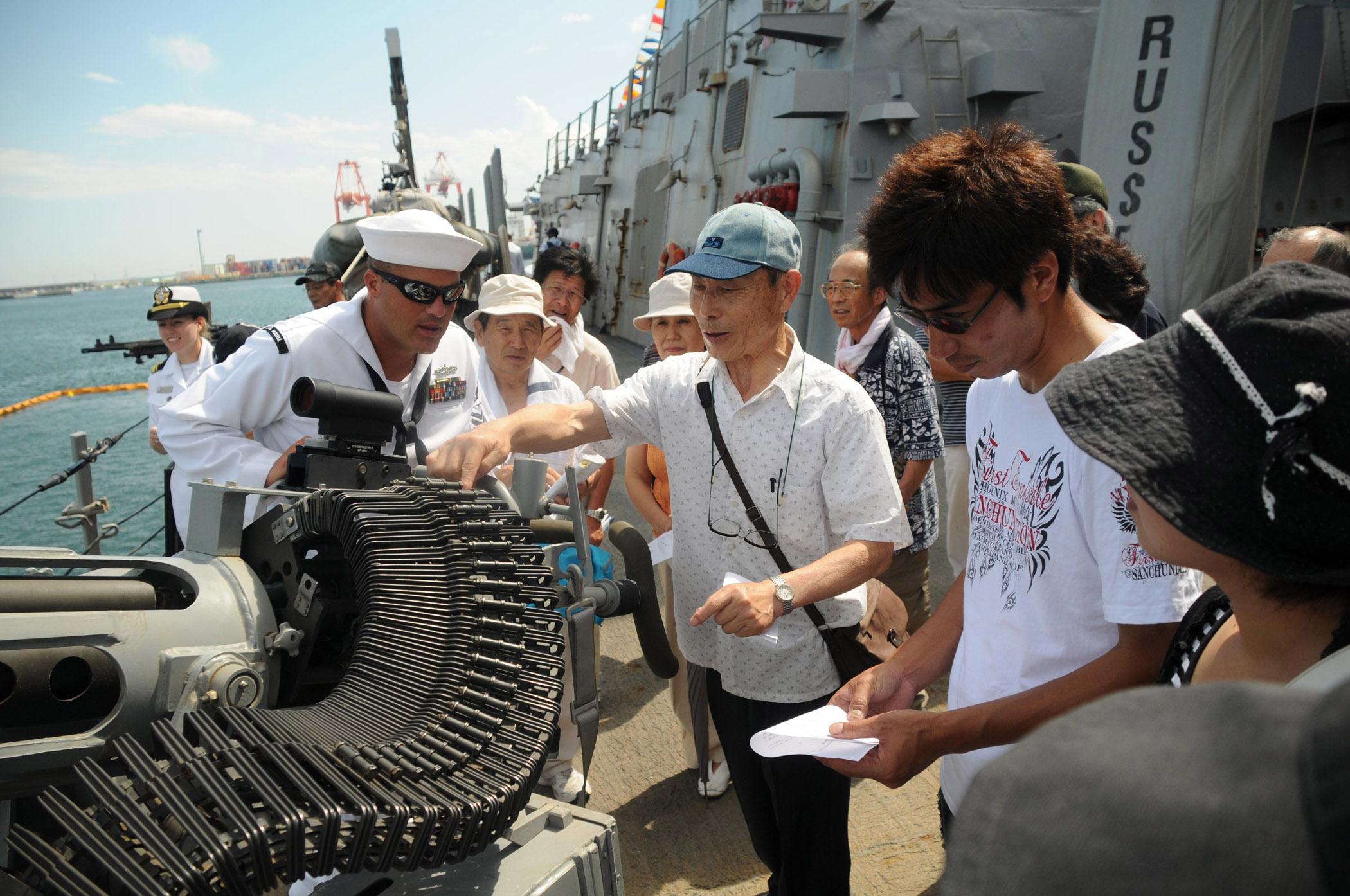
USS Russell in Sendai (2010)
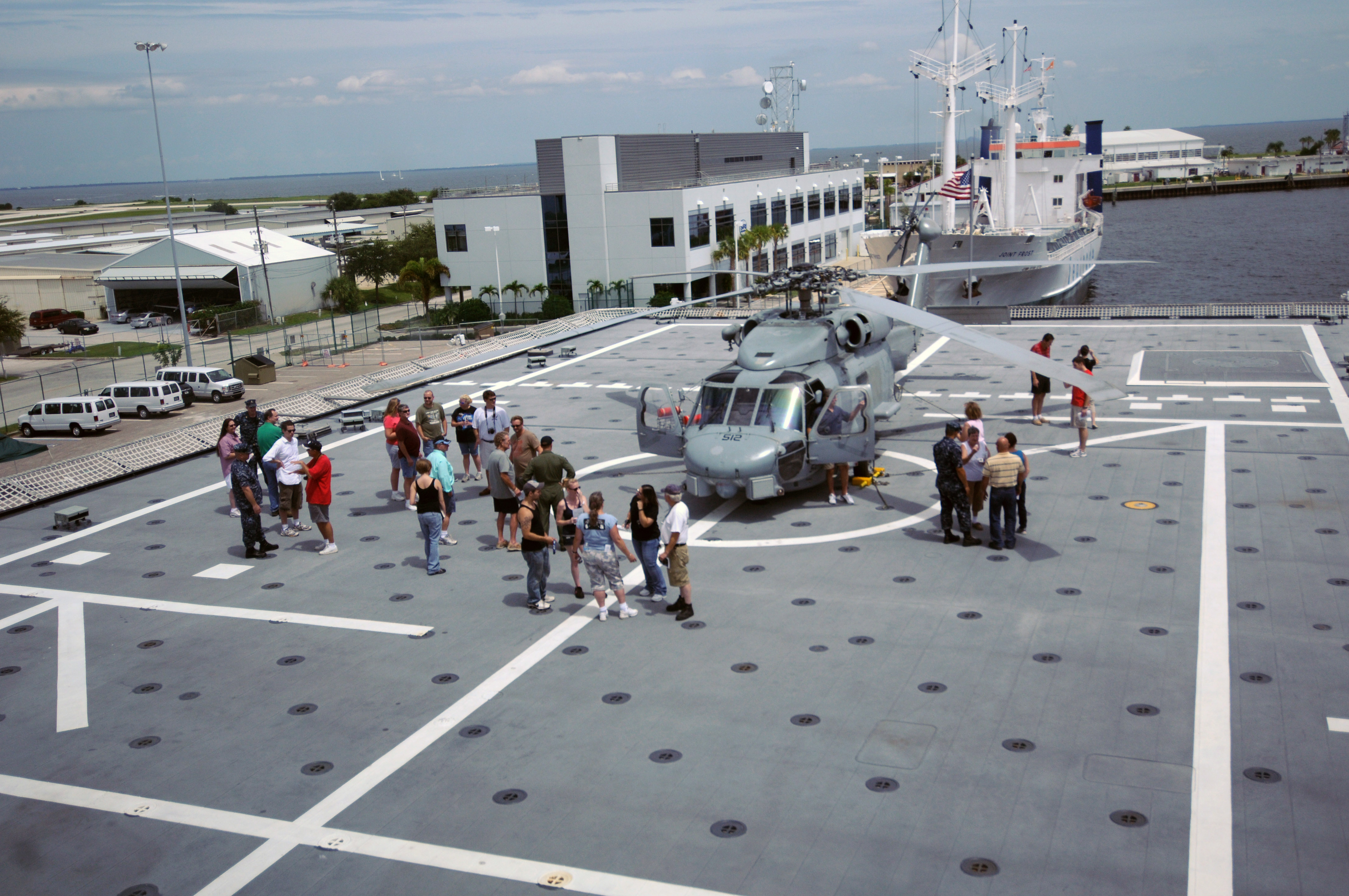
USS Independence (2011)
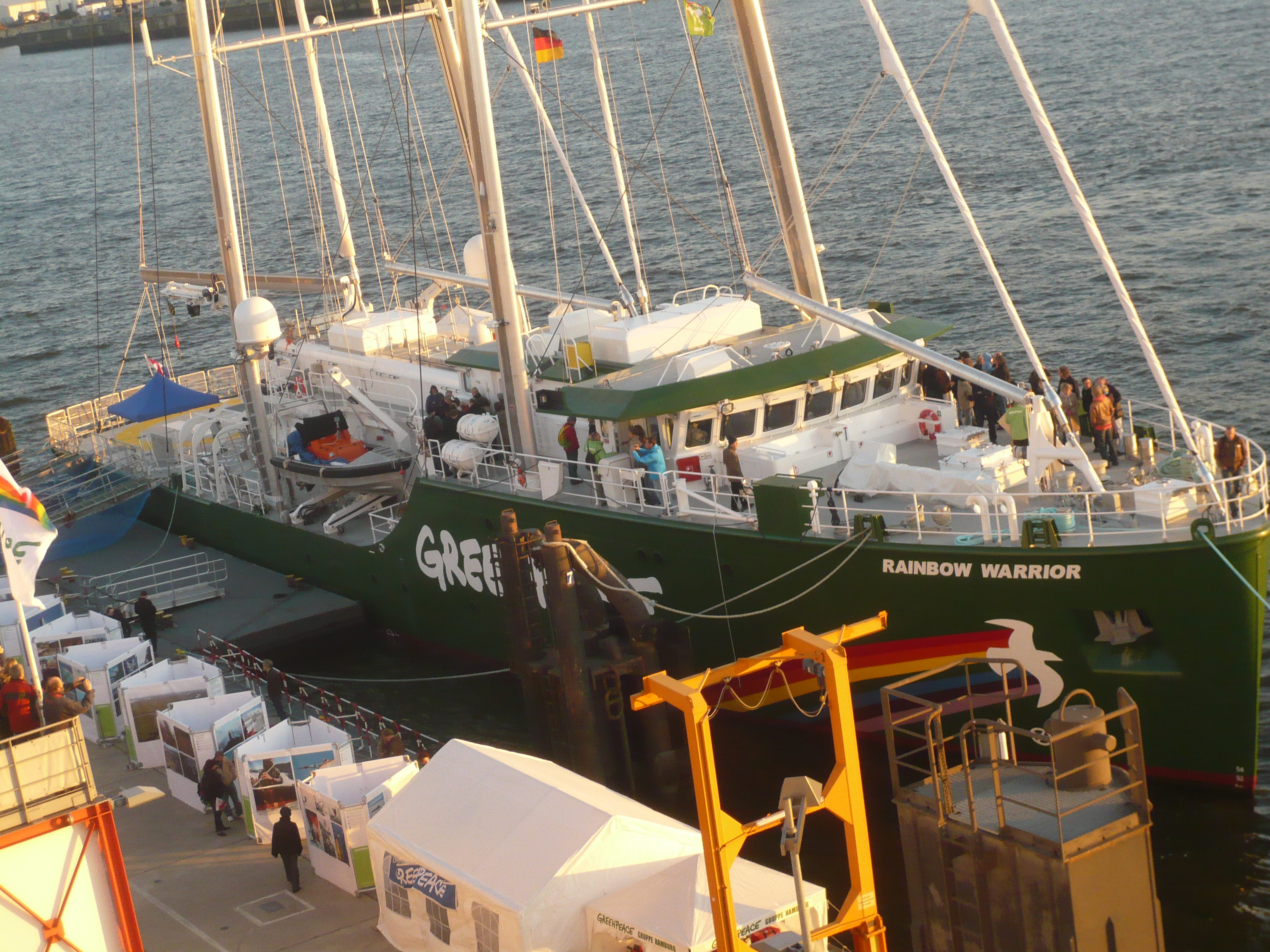
Rainbow Warrior im Hamburger Hafen (2011)